# Otto Meissner
Otto Lebrecht Eduard Daniel Meissner (13 de marzo de 1880, Bischwiller, Reichsland Elsaß-Lothringen, Imperio alemán - Múnich, República Federal de Alemania, 27 de mayo de 1953)  fue un político y diplomático alemán. Jefe de la Oficina del Presidente de Alemania durante todo el período de la República de Weimar bajo Friedrich Ebert y Paul von Hindenburg y, finalmente, al comienzo del gobierno del Tercer Reich bajo Adolf Hitler.

## Biografía

### Orígenes
Su padre era un funcionario postal de Prusia, un gran patriota y héroe de la guerra franco-prusiana de 1870. Había resultado gravemente herido en una acción instantánea, que resultó en una promoción rápida y en ser un oficial de reserva. Orgulloso de su uniforme, le gustaba ir a la iglesia el domingo, en uniforme completo y con un casco puntiagudo. Insistió en establecerse en esta Alsacia, "llevada de vuelta a los franceses", en medio de sus "hermanos alemanes", a quienes pensó que había "liberado", y se casó con una mujer alsaciana que murió joven, dejándolo con cinco hijos. Luego se volvió a casar con una bisnieta del general Kléber; Tal alianza consistía en hacer que su familia fuera "intocable" durante el regreso de los franceses, después del final de la Primera Guerra Mundial. 
El joven Otto Meissner creció en una atmósfera especial que no es infrecuente en los círculos germano-alsacianos, donde un profundo patriotismo alemán no se considera incompatible con una cultura francesa bastante fuerte. En este caso se agrega el culto del general Kleber que trajo a su suegra, que supo cómo darle a los huérfanos todo el cariño necesario. 

### Carrera política
Después de estudiar derecho entre 1898 y 1903 en Estrasburgo y Berlín, Otto Meissner recibió el título de doctor en la Universidad de Erlangen. En 1908 se unió a los Ferrocarriles Imperiales de Alsacia-Lorena y se casó con una joven, también de padre alemán y madre alsaciana. De 1915 a 1917, durante la Primera Guerra Mundial, sirvió en la 136.ª división de infantería del ejército prusiano y luego se convirtió en encargado de negocios en Bucarest, luego en Kiev con el gobierno ucraniano. 

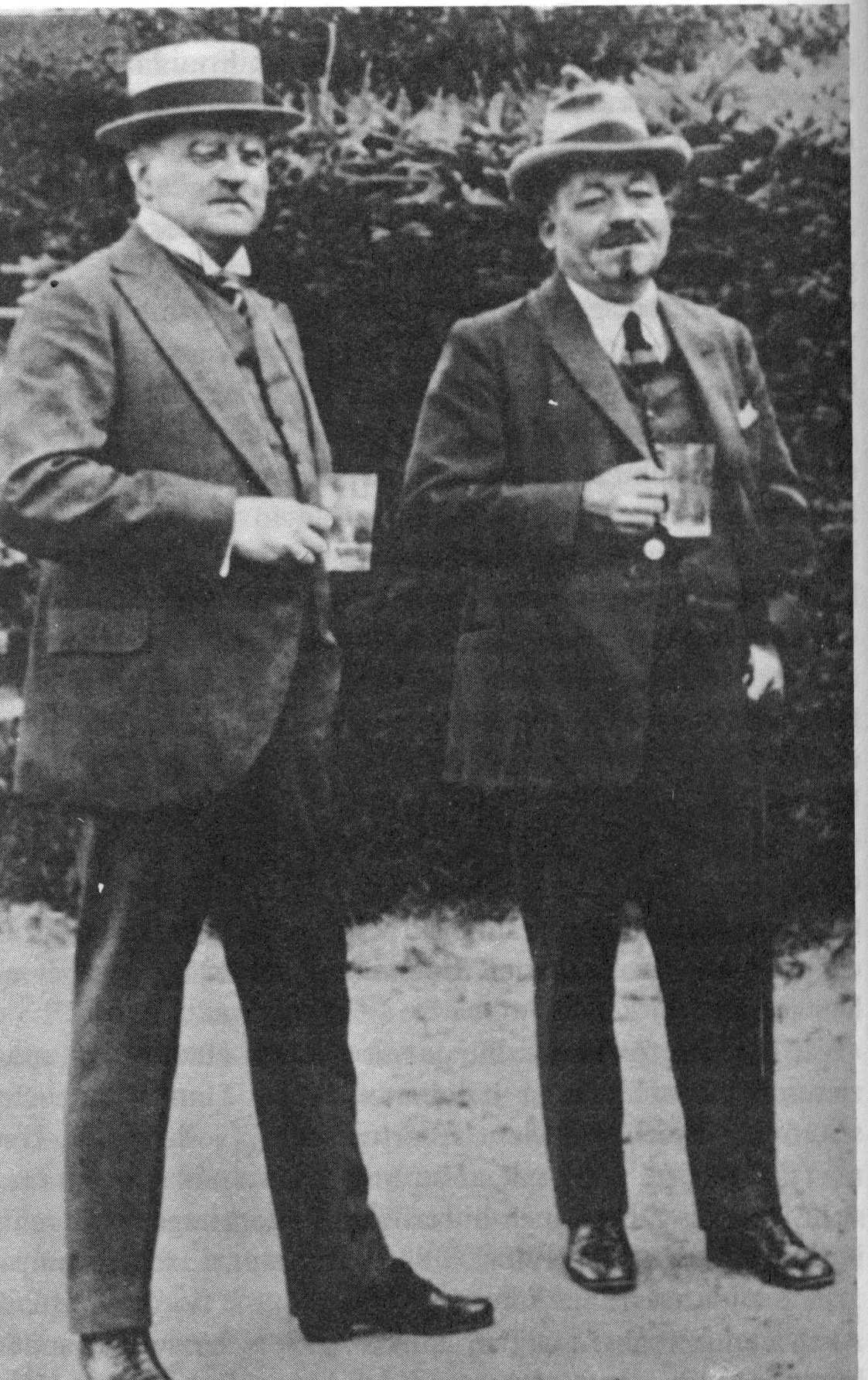
Meissner (izquierda) con el presidente Friedrich Ebert en Bad Mergentheim, 1922.

En 1918, debido a sus habilidades excepcionales, las nuevas autoridades francesas le habrían confiado la dirección de los Ferrocarriles Alsacia-Lorena. En otras circunstancias, podría haber preferido regresar a Alsacia, pero la era de la posguerra estuvo marcada por un virulento antialemanismo. Su hijo Hans-Otto, quien más tarde se convirtió en escritor, relata las escenas que tuvo que presenciar, como la expulsión de sus amigos Sonnemann; a pesar de que sabía que estaba invenciblemente protegido por la sombra tutelar del "buen tío Kléber", el niño estaba profundamente marcado. Otto Meissner permaneció en Berlín, como otros miembros de la intelectualidad alsaciana, y sus cualidades faltaron en la reconstrucción de la provincia francesa. Gracias a las protecciones que disfrutó, su familia pudo unirse a él con todos sus muebles y dinero. Este trato preferencial probablemente explica la actitud moderada que tuvo posteriormente hacia Francia. 

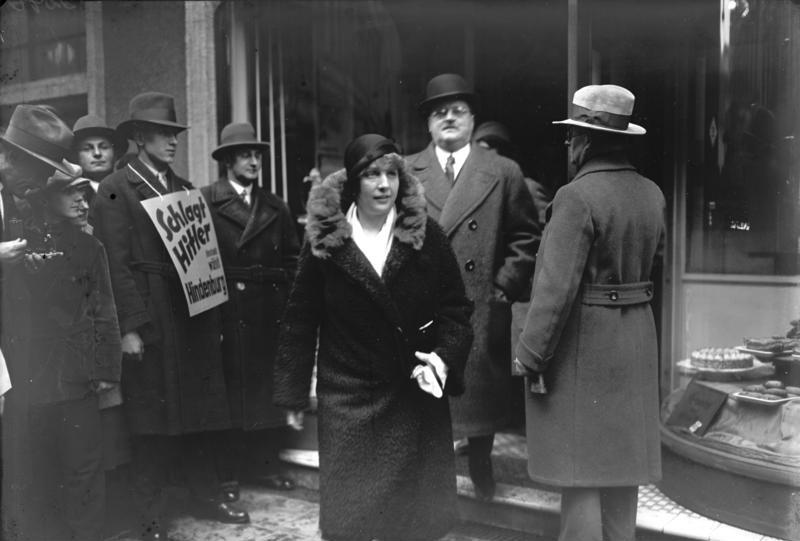
Otto Meissner a la salida de un colegio electoral, para las elecciones presidenciales alemanas de 1932. Un partidario de Hindenburg lleva un letrero alrededor del cuello que dice: Schlagt Hitler ("Golpe a Hitler").

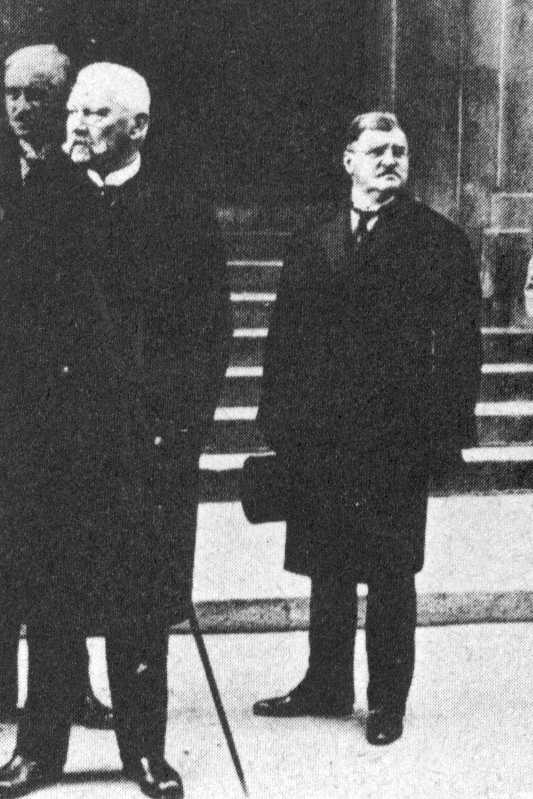
Paul von Hindenburg y Meissner, 1932.

En 1919 se convirtió en asesor de Friedrich Ebert, presidente del Reich. El escritor Ernst von Salomon informa la anécdota de que Meissner, entonces desconocido, se distinguió a los ojos de Ebert al traerle los recibos correspondientes a las cantidades de infraestructura construidas en Ucrania durante la ocupación alemana (1917-1918). Meissner, entonces "gerente de ferrocarril para el Frente Oriental", habría obligado a S. Petlioura a firmar estos recibos justo antes de abandonar Kiev, que los alemanes estaban a punto de evacuar. Ebert habría utilizado estos recibos como moneda de cambio en una negociación con una comisión aliada que quería confiscar los activos alemanes en Ucrania. 
En 1920 se convirtió en jefe del gabinete de Friedrich Ebert y luego Secretario de Estado en 1923. Él continuó sirviendo en este puesto a Paul von Hindenburg que sucedió a Ebert en 1925 como presidente del Reich. 

### Tercer Reich
Su papel en la adhesión al poder de Adolf Hitler sigue siendo controvertido. Como asesor cercano de Hindenburg, miembro de la Camarilla, indudablemente tuvo una gran influencia en la elección de Hindenburg de Hitler, especialmente como intermediario en las conversaciones que se mantuvieron entre nacionalsocialistas y conservadores y que condujeron a sobre la adhesión de Hitler al puesto de canciller, el 30 de enero de 1933. 
Después de la llegada de Hitler al poder, retiene su cargo y es renombrado en 1934 "Jefe de la oficina de la cancillería presidencial" debido a la fusión de los cargos de canciller y presidente, fusión confirmada por el plebiscito del 19 de agosto de 1934 unos días después de la muerte de Hindenburg. 
Aún en este puesto, ascendió al rango de Ministro de Estado, pero fue relegado a la representación. Fue en este puesto que logró obtener de Hitler el perdón de Robert Heitz, condenado a muerte. Este último se preguntó cómo había tenido éxito. "Conté sobre el asunto, admitió que el viejo zorro de la cancillería [Meissner] había deslizado el documento beneficioso, entre un paquete de otras firmas, a Hitler, un día supo que tenía prisa".  

### Posguerra
Como Ministro de Estado, es detenido por los aliados el 23 de mayo de 1945, siendo juzgado en Núremberg en el juicio de los Ministerios, y absuelto el 14 de abril de 1949. en mayo de 1949 lo persiguen nuevamente como "compañero de viaje" pero el procedimiento fue prohibido en 1952.
Otto Meissner murió en Múnich en la entonces República Federal Alemana el 27 de mayo de 1953.

## Obras
- "Die Reichsverfassung. Das neue Reichstaatsrecht für den Praktischen Gebrauch", Berlín, 1919
- "Das neue Staatsrecht des Reichs und seiner Länder", Berlín, 1921
- "Grundriß der Verfassung und Verwaltung des Reichs und Preußens nebst Verzeichnis der Behörden und ihres Aufgabenkreises", Berlín, 1922
- "Staatsrecht des Reichs und seiner Länder", Berlín, 1923
- "Staats- und Verwaltungsrecht im Dritten Reich", Berlín, 1935
- "Deutsches Elsaß, deutsches Lothringen. Ein Querschnitt aus Geschichte, Volkstum und Kultur", Berlín, 1941
- "Elsaß und Lothringen, Deutsches Land, Verlkagsanstalt Otto Stollberg", (324 s.), Berlín, 1941.
- "Staatssekretär unter Ebert, Hindenburg, Hitler. Der Schicksalsweg des deutschen Volkes von 1918-1945. Wie ich ihn erlebte", Hamburg, 1951 (Secrétaire d'État sous Ebert, Hindenburg et Hitler)